# 七戸町立七戸小学校
七戸町立七戸小学校（しちのへちょうりつ しちのへしょうがっこう）は、青森県上北郡七戸町字上町野にある公立小学校である。

## 概要
- 本校は、七戸町の旧町域北部にあり、七戸川以北の区域が学区となっている。

## 所在地
- 青森県上北郡七戸町字上町野130番地

## 沿革
- 1872年（明治5年）8月15日 - 第七大学区第十六番中学区第一番七戸小学として創立[1]。
- 1874年（明治7年）- 七戸小学と改称。
- 1882年（明治18年） - 字萩沢に川目分校設置。
- 1886年（明治19年）- 元・郡立中学校校舎に移転し、七戸尋常小学校と改称。同年、川目分校が独立し、川目簡易小学校と改称。
- 1891年（明治24年） - 新校舎竣工移転。
- 1892年（明治25年) - 川目簡易小学校を併合、西野分校設置。野々上簡易小学校を併合、荒屋分校設置。同年、高等科を併置し、七戸尋常高等小学校と改称。
- 1902年（明治35年）4月1日 - 七戸村の町制施行により、七戸町立七戸尋常高等小学校と改称。
- 1908年（明治41年）
  - 9月23日 - 校旗樹立。
  - 11月23日 - 新校舎に移転。
- 1909年（明治42年）10月10日 - 鶴児平分教場設置。
- 1911年（明治44年） - 西野・荒屋両分教場設置。
- 1914年（大正3年）4月1日 - 鶴児平分教場に倉岡分教室設置。
- 1915年（大正4年）4月1日 - 鶴児平分教場倉岡分教室が、倉岡分教場に改称。
- 1924年（大正13年）4月1日 - 荒屋分教場に寺下分教室設置。
- 1925年（大正14年）10月 - 第二校舎新築落成。
- 1926年（大正15年） - 七戸実科高等女学校併置。
- 1930年（昭和5年）5月5日 - 校歌制定。
- 1933年（昭和8年）4月1日 - 荒屋分教場が昇格・独立し、野々上尋常小学校と改称。寺下分教室は野々上尋常小学校の分教場になる。
- 1941年（昭和16年）4月1日 - 国民学校令により、七戸国民学校と改称。
- 1946年（昭和21年）3月31日 - 七戸高等女学校を分離。
- 1947年（昭和22年）
  - 4月1日 - 学校教育法（旧法）施行により、七戸町立七戸小学校と改称。高等科生を七戸中学校に移籍。
  - 8月15日 - 倉岡・西野・鶴児平の各分校が独立し、倉岡・西野・鶴児平の各小学校と改称。
- 1962年（昭和37年）4月1日 - 七戸川以南の学区を、新設の城南小学校に移管。
- 1967年（昭和42年）
  - 4月1日 - 鶴児平小学校を併合。
  - 9月1日 - 上町野130番地（現在地）に、校舎建築着工。
- 1970年（昭和45年）
  - 日付不明 - 校舎完成。
  - 7月22日 - 旧校舎さようなら写生大会実施。
  - 7月25日 - 旧校舎離別式挙行。
  - 7月27日 - 第一次校舎移転。
  - 8月18日 - 第二次校舎移転。
  - 8月20日 - 新校舎入校式挙行。
- 1971年（昭和46年）10月8日 - 新校舎落成記念を七戸町教育100周年記念式典と兼ねて挙行。
- 1972年（昭和47年） - プール建築[2]。
- 2002年（平成14年）4月1日 - 倉岡小学校を統合。
- 2004年（平成16年） - 校舎改築[2]。

## 学区
城内・荒町・上町・東大町・横町・下町・袋町・南浦・柏葉町・大荒・作田川目・牧場・倉岡川目・すわ牧場

## アクセス
- 路線バス
  - 七戸小学校前バス停から、徒歩約160m・約3分。
  - 変電所前バス停から、徒歩約480m・約8分。
- JR東日本東北新幹線七戸十和田駅から、車で約2.5km・約4分。
- 七戸町役場
  - 七戸庁舎（旧:七戸町役場）から、約1.6km・車で約3分、徒歩で約25分。
  - 本庁舎（旧:天間林村役場）から、車で約5.3km・約10分。

## 周辺
- 国道394号

## 参考資料
- 『青森県教育史 別巻』（青森県教育委員会・1973年12月20日）808～809頁「学校沿革 小学校 七戸小学校」
- 『七戸町史 第4巻』（七戸町・1986年8月1日）「第一二章、第一〇篇 教育、第三節 一〇〇年の伝統、一 七戸小学校」